# Lista över borgmästare i Vadstena
Detta är en lista över borgmästare i Vadstena stad.
| Ämbetstid             | Namn                                 | Levnadstid |
| --------------------- | ------------------------------------ | ---------- |
| 1457                  | Per Broddesson                       |            |
| 1459                  | Lars Månsson                         |            |
| 1462-1466, 1475-1483  | Gjord Larsson                        | -1526      |
| 1475                  | Lars Olsson                          |            |
| 1475                  | Jöns Håkansson                       |            |
| 1488                  | Staffan Olofsson                     |            |
| 1488                  | Magnus Pedersson                     |            |
| 1486, 1493-1497       | Per Jönsson                          |            |
| 1497                  | Nils Ingemarsson                     |            |
| 1504                  | Torbjörn Skräddare                   |            |
| 1508                  | Jöns Johansson                       | -1518      |
| 1510                  | Lars Petersson                       |            |
| 1510                  | Gudmund Gustavsson                   |            |
| 1517                  | Gudmund Guldsmed                     |            |
| 1530-1533             | Lars Månsson                         |            |
| 1533                  | Lars Elifsson                        |            |
| 1540                  | Angert Lydersson                     |            |
| 1540                  | Lars Isaksson                        |            |
|                       | Theus Larsson                        |            |
| 1549                  | Otte Persson                         |            |
| 1549-1574             | Udd Jönsson                          | -1574      |
| 1575                  | Ulf Persson Svan                     |            |
| 1577-1585             | Jöns guldsmed                        |            |
| 1577-1580             | Mickel Persson                       |            |
| 1578-1580(?)          | Hans Uddsson, rådman                 | -1586      |
| 1587-1596             | Sven Persson                         |            |
| 1592-1618             | Lars Uddsson                         | -1618      |
| 1592-1605             | Jöns Larsson                         |            |
| 1597-1605             | Måns Olofsson                        |            |
| 1600-1607             | Hans Arensson                        |            |
| 1607-1629             | Brodde Svensson                      | -1641      |
| 1631-1635             | Herman Harder                        |            |
| 1622-1632             | Arvid Håkansson                      | -1632      |
| 1634-1635             | Hans Henriksson                      | -1652      |
| 1634-1647             | Måns Eskilsson                       |            |
| 1635-1649             | Bertil Henriksson                    | -1664      |
| 1647-1648             | Anders Olofsson                      |            |
| 1648-1649             | Germund Persson                      |            |
| 1649-1655             | Erland Svensson                      | -1657      |
| 1650-1656             | Michael Bengtsson                    |            |
| 1655-1683             | Sveno Petri Hall (Sven Persson Hall) | 1626-1684  |
| 1657-1664             | Bertil Henriksson                    | -1664      |
| 1665-1666             | Olof Jonsson Kiälling                | -1668      |
| 1683-1692             | Per Eriksson Orre                    |            |
| 1680-1686             | Olof Hägerhjelm (Häger)              | 1628-1699  |
| 1686-1689             | Christopher Wadman                   | 1656-1689  |
| 1690-1717             | Jöns Wetterman                       | 1656-1717  |
| 1717-1723             | Johannes Kinberg                     | 1677-1743  |
| 1723-1745             | Mattias Sundwall                     | -1750      |
|                       | Samuel Reuterberg                    |            |
| 1746-1777             | Isak Sundewall                       | 1716-1791  |
| 1777-1819             | Erik Gezelius                        | 1743-1823  |
| 1819-1836             | Johan Olof Bååth                     | 1776-1857  |
| 1836-1843             | Johan Gustaf Sandahl                 | 1802-1843  |
| 1845-1877             | Johan Ludvig Öhrström                | 1811-1877  |
| 1877-1887             | Theodor Lagercrantz                  | 1842-1897  |
| 1887-1914             | Johan Erik Kylander                  | 1843-1914  |
| 1915-1920             | Oscar Dahlbäck                       | 1886-1966  |
| 1922-1948 (t.f. 1920) | Nils af Ekenstam                     | 1890-1975  |
| 1948-                 | Seth Schultz (kommunalborgmästare)   | 1915-1996  |